# Гапочка, Марлен Павлович
Марле́н Па́влович Га́почка (26 ноября 1931, Москва, СССР — 23 мая 2003, Москва, Россия) — советский и российский философ, специалист по истории философии, научному коммунизму и историческому материализму. Кандидат философских наук. Один из авторов «Атеистического словаря» и «Философского энциклопедического словаря».

## Биография
В 1954 году с отличием окончил философский факультет МГУ имени М. В. Ломоносова. Окончил аспирантуру Института философии АН СССР.
В 1962 году в Институте философии АН СССР защитил диссертацию на соискание учёной степени кандидата философских наук по теме «Критика В. И. Лениным фидеизма в книге „Материализм и эмпириокритицизм“».
В 1973—1997 годах — заместитель директора ИНИОН РАН по научной работе.
В 1962—1973 годах работал на различных должностях в Академии наук СССР включая должность учёного секретаря Секции общественных наук Президиума АН СССР.
Сотрудник Академии общественных наук при ЦК КПСС.
Заместитель председателя Головного органа Международной информационной системы социалистических стран по общественным наукам (МИСОН).
Член редакционного совета журнала «Общественные науки» и «Общественные науки за рубежом».
Член редакционного совета книжной серии «Лики культуры».

## Отзывы
Кандидат исторических наук, ведущий научный сотрудник ИНИОН РАН В. М. Шевырин вспоминал:
Знания его были поистине энциклопедическими. Он очень много читал помимо «обязательной», выходившей в свет инионовской литературы. У него была большая, хорошо подобранная библиотека. Встречал я его и в книжном магазине. Бережно держа в руках фолиант или брошюру, он быстро просматривал их содержание. Марлен Павлович на профессиональном уровне знал филателию и нумизматику. Особое его внимание привлекали искусство, живопись, и он сам хорошо рисовал. Мне кажется, что такая широта его интересов во многом шла от жажды познания жизни. Он очень чувствовал время, само биение пульса жизни. Это был действительно интересный, неординарный человек. И сильный духом.

## Научные труды

### Монографии
- Гапочка М. П. Материализм против фидеизма: Ленинские принципы критики фидеизма и современность / Предисл. П. Н. Федосеева. — М.: Политиздат, 1980. — 191 с.

### Брошюры
на русском языке
- Гапочка М. П. Вопросы исторического материализма в книге В. И. Ленина "Материализм и эмпириокритицизм". — М.: Знание, 1959. — 31 с. (Серия 2. Философия/ Всесоюз. о-во по распространению полит. и науч. знаний; 19).
- Гапочка М. П. Какую роль в жизни общества играет производство. — М.: Знание, 1962 [обл. 1961]. — 40 с. (Народный университет культуры. Общественно-политический факультет; 17).
- Гапочка М. П., Пищик Ю. Б. Идеалы человеческие и божественные. — М.: Московский рабочий, 1975. — 110 с. (Беседы о религии).

на других языках
- Gapochka M., Smirnov S. The unity of social and scientific progress under socialism: 250th anniversary of the USSR Acad. of sciences / USSR Acad. of sciences. — Moscow : "Social sciences today" ed. board, 1975. — 31 с.
- Gapochka M., Smirnov S. The unity of social and scientific progress under socialism. — Moscow: [б. и.], 1978. — 80 с. (Problems of the contemporary world; № 64).
- Gapochka M., Smirnov S. The unity of social and scientific progress under socialism. — 3d ed. — Moscow: Social sciences today, ed. board, USSR. Acad. of sciences, 1979. — 80 с. (Problems of the contemporary world; № 64).

### Статьи
- Гапочка М. П. Гуманизм и религия // Наука против религии: В 3 кн. Кн. 2: Общество и религия / Ред. коллегия: П. Н. Федосеев и др.; АН СССР. Ин-т философии. Акад. обществ. наук при ЦК КПСС. Ин-т науч. атеизма; Отв. ред. Э. А. Асратян. — М.: Наука, 1967. — С. 266 — 290. — 506 с.
- Гапочка М. П. Формирование научного мировоззрения в период постепенного перехода к коммунизму // Наука против религии: В 3 кн. Кн. 2: Общество и религия / Ред. коллегия: П. Н. Федосеев и др.; АН СССР. Ин-т философии. Акад. обществ. наук при ЦК КПСС. Ин-т науч. атеизма; Отв. ред. Э. А. Асратян. — М.: Наука, 1967. — С. 490 — 501. — 506 с.
- Гапочка М. П. В. И. Ленин о фидеистических тенденциях философского идеализма // Вопросы научного атеизма. Вып. 8. Ленинское атеистическое наследие и современность (к 100-летию со дня рождения В. И. Ленина) / Отв. ред. А. Ф. Окулов; Акад. обществ. наук ЦК КПСС. Ин-т научного атеизма. — М.: Мысль, 1969. — С. 92—136. — 380 с. — 17 000 экз.
- Гапочка М. П., Земляной С. Н. Отражение кризиса религии в теологических интерпретациях современной эпохи // Вопросы научного атеизма. Вып. 18 / Редкол. А. Ф. Окулов (отв. ред.); Акад. обществ. наук ЦК КПСС. Ин-т научного атеизма. — М.: Мысль, 1975. — С. 153—171. — 389 с. — 17 000 экз.
- Гапочка М. П. Человек нового мира и его мораль. // Социально-психологические аспекты критики религиозной морали. Сб. трудов. Вып. 4. — Л.: Лениздат, 1977. — С. 19—20.
- Гапочка М. П. Уроки богостроительства // Вопросы научного атеизма. Вып. 25. Атеизм, религия, церковь в истории СССР / Акад. обществ. наук ЦК КПСС. Ин-т научного атеизма. — М.: Мысль, 1980. — С. 186—204. — 341 с. — 20 000 экз.
- Гапочка М. П. Научно-технический прогресс и совершенствование коммунистического воспитания подрастающего поколения к марксистско-ленинскому образованию // Советская педагогика. 1986. № 1. С. 85—93.
- Гапочка М. П. Комплексный подход к исследованию проблем взаимодействия человека с компьютерной технологией на пути к информационному обществу // Теория и практика общественно-научной информации. — 2001. — № 16 — С. 71 — 80.

### Составление и научная редакция
- Нравственность и религия: Сборник статей / Акад. наук СССР. Ин-т философии; Ред. коллегия: М. П. Гапочка и др. — М.: Наука, 1964. — 215 с.
- Некоторые вопросы организации научной деятельности: Сборник / АН СССР. Ин-т истории естествознания и техники; Ред. М. П. Гапочка, С. Р. Микулинский. — М.: Наука, 1967. — 148 с.
- Атеизм и социалистическая культура: Сборник статей / Под ред. М. П. Гапочки и др. ; Акад. обществ. наук при ЦК КПСС. Ин-т науч. атеизма. — М.: Мысль, 1971. — 134 с.
- Научный атеизм: проблемы теории и практики: Сборник статей / Под ред. М. П. Гапочки и Э. Г. Филимонова; Акад. обществ. наук при ЦК КПСС. Ин-т науч. атеизма. — М.: Мысль, 1973.
- Проблемы научного атеизма и критики религиозной идеологии / Отв. ред. М. П. Гапочка; Акад. обществ. наук при ЦК КПСС. — М. : Мысль, 1978. — 192 с.
- Социология религии: классические подходы: Хрестоматия / Рос. АН, ИНИОН; Науч. ред. и сост. М. П. Гапочки, Ю. А. Кимелева. — М.: ИНИОН, 1994. — 272 с.